# Brand Oud Bruin
Brand Oud Bruin is een Nederlands bier van lage gisting.
Het bier, in de volksmond soms ook wel Donker genoemd, wordt gebrouwen in Wijlre, bij de Brand Bierbrouwerij. Het is een helder bruin bier met een alcoholpercentage van 3,5%. 
Oud Bruin is het oudste bier van Brand (vroeger gebrouwen onder de naam 'Oud') en is het hele jaar verkrijgbaar. Het bier wordt gemaakt op basis van ondergistend bier dat kunstmatig wordt gezoet.

## Onderscheidingen
- In 2011 kreeg Brand Oud Bruin twee sterren op de Superior Taste Awards.[1]

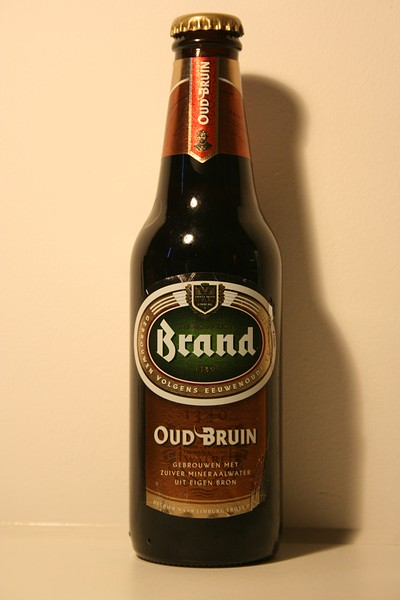
Brand Oud Bruin in oude fles (tot 2014)